# 根抵当権設定登記
根抵当権設定登記（ねていとうけんせっていとうき）とは、日本における登記の態様の一つで、当事者の設定行為による、根抵当権の発生の登記をすることである（不動産登記法3条参照）。
本稿では不動産登記における根抵当権設定登記について説明する。根抵当権は不動産に関する物権であるから、その発生を第三者に対抗するためには登記をしなければならない（民法177条）。
- 不動産登記法は、以下で条数のみ記載する。

## 略語について
説明の便宜上、次のとおり略語を用いる。
法
不動産登記法（平成16年6月18日法律第123号）
令
不動産登記令（平成16年12月1日政令第379号）
規則
不動産登記規則（平成17年2月18日法務省令第18号）
記録例
不動産登記記録例（2009年（平成21年）2月20日民二500号通達）

## 目的物
抵当権設定登記#目的物を参照。根抵当権は抵当権の一種であるから、論点は同じである。

## 被担保債権
特定の継続的取引契約によって生ずる債権及び一定の種類の取引によって生ずる債権（民法398条の2第2項）、特定の原因に基づいて継続して生ずる債権及び手形上もしくは小切手上の債権である（民法398条の2第3項）である。これらの不特定債権を担保する場合に限り、特定債権も被担保債権とすることができる（1971年（昭和46年）10月4日民甲3230号通達第2-1(5)）。以下順に説明する。なお、以下に挙げる具体例はほんの一部に過ぎず、多くの先例によって可・不可が定められている。
特定の継続的取引契約によって生ずる債権とは、債権者と債務者の間で締結した取引契約で、継続的に発生する債権である。具体的には、当座貸越契約（1971年（昭和46年）10月4日民甲3230号第2-1通達(1)）やフランチャイズ契約（1987年（昭和62年）1月23日民三280号回答）などである。この場合、契約の成立日を記載しなければならない（1971年（昭和46年）10月4日民甲3230号第2-1通達(1)）。なお、この債権を被担保債権とする場合、契約日以前に発生したものについては担保されない（新根抵当登記の実務-21頁）。
一定の種類の取引によって生ずる債権とは、具体的には売買取引や銀行取引などである（1971年（昭和46年）10月4日民甲3230号通達第2-1(2)）。なお、ここで言う取引とは、債権債務の関係が生じるものであれば足りる。この債権を被担保債権とする場合、設定登記以前に発生したものについても担保される（新根抵当登記の実務-21頁）。
また、例えば銀行取引を債権の範囲としている場合、債務者を変更しても、変更後の債務者の銀行取引に関する債権は、債務者の変更登記をする以前のものについても担保される。
特定の原因に基づいて継続して生ずる債権とは、取引によらずに継続的に発生する債権である。具体的には、工場廃液による損害賠償債権や税債権（1971年（昭和46年）10月4日民甲3230号通達第2-1(3)）などである。不法行為による損害賠償債権は担保できない（根抵当権の法律と登記-49頁）。また、一身専属性のある債権も担保できない。医療費給付債権が具体例である（根抵当権の法律と登記-48頁）。
手形上もしくは小切手上の債権とは、いわゆる回り手形・回り小切手に関する債権である。すなわち、債務者が振り出した手形又は小切手が裏書によって流通した結果、根抵当権者が当該手形又は小切手を取得した場合に取得する手形上・小切手上の請求権である。取引契約によって生ずる債権ではないが、被担保債権とすることが認められている。
ただし、債務者に破産手続開始の申立てなどの事由が生じた場合、その前に取得したものについてのみ根抵当権を行使することができる（民法398条の3第2項）。
特定の債権とは、具体的には、貸付金や売買代金などである（1971年（昭和46年）10月4日民甲3230号通達第2-1(5)）。この場合、債権の発生日を記載しなければならない。

## 登記事項
絶対的登記事項として以下のものがある。
- 登記の目的
- 申請の受付の年月日及び受付番号
- 登記原因及びその日付
- 登記権利者の氏名又は名称及び住所並びに登記名義人が複数であるときはそれぞれの持分（以上法59条1号ないし4号）
- 順位番号（法59条8号、令2条8号、規則1条1号・同147条）
- 債務者の氏名又は名称及び住所
- 所有権以外の権利を目的とするときは当該権利
- 複数の不動産に関する権利を目的とするときは当該不動産及び権利（以上法83条1項2号ないし4号）
- 担保すべき債権の範囲及び極度額（法88条2項1号）

複数の不動産に関する権利を目的とする場合における当該不動産及び権利については共同担保目録において表示する。#共同根抵当権設定登記を参照。
また、相対的登記事項として以下のものがある。
- 権利消滅の定め
- 共有物分割禁止の定め（争いあり）
- 代位申請によって登記した場合における、代位者の氏名又は名称及び住所並びに代位原因（以上法59条5号ないし7号）
- 民法370条ただし書の別段の定め
- 担保すべき元本の確定期日
- 民法398条の14第1項ただし書の定め（以上法88条2項2号ないし4号）

本稿では、上記の登記事項のうち代位申請に関する事項以外の事項について、登記申請情報の記載方法を説明する。申請の受付の年月日及び受付番号については不動産登記#受付・調査を参照。

## 登記申請情報（一部）
登記の目的（令3条5号）は、「登記の目的　根抵当権設定」のように記載する（記録例466）。順位番号を記載する必要はない（民法373条参照）。その他の具体例については抵当権設定登記#登記の目的を参照。
登記原因及びその日付（令3条6号）は、「原因　平成何年何月何日設定」のように記載する（記録例466）。日付は原則として設定契約成立日であるが、特約があればそれに従う。停止条件を付した場合、条件成就の日である（民法127条1項）。
極度額（令別表56項申請情報ロ、法88条2項1号）は、「極度額　金何円」のように記載する（記録例466）。
日本国以外の通貨で債権額を指定した債権を担保する場合でも、極度額は日本国の通貨で表示する（法83条1項5号の不適用）。
担保すべき債権の範囲（令別表56項申請情報ロ、法88条2項1号）については、特定の継続的取引契約によって生ずる債権についてのみ契約の成立日も記載しなければならない（記録例467参照）。また、手形上もしくは小切手上の債権の場合、「手形・小切手債権」とすることはできない（1972年（昭和47年）7月28日民三664号回答）。
具体的には、「債権の範囲　平成何年何月何日フランチャイズ契約　銀行取引　A工場からの清酒移出による酒税債権　手形債権　小切手債権　平成何年何月何日売買代金」のように記載する。
債務者（令別表56項申請情報イ、法83条1項2号）は、「債務者　何市何町何番地　A」のように記載する（記録例466）。根抵当権の場合、「連帯債務者」として登記することはできない（根抵当権の実務-25頁）。ただし、登記原因証明情報には「連帯債務者」と記載があるが、登記申請情報には「債務者」と記載して根抵当権設定登記を申請した場合、受理される（登記研究433-134頁）。
なお、権利能力なき社団は登記名義人にはなれないが、債務者としては登記できる（登記研究446-122頁）。
民法370条ただし書の別段の定め（令別表56項申請情報ロ、法88条2項2号）は、「特約　立木には根抵当権の効力は及ばない」のように記載する。
確定期日（令別表56項申請情報ロ、法88条2項3号）は、「確定期日　平成何年何月何日」のように記載する（記録例466）。
登記原因証明情報には5年を超える確定期日の記載があり、登記申請情報には5年と引き直して根抵当権設定登記を申請しても受理されない。永小作権の存続期間（民法278条1項）のように短縮できる規定が存在しないからである。
民法398条の14第1項ただし書の定め（令別表56項申請情報ロ、法88条2項4号）については、当該定めの登記は講学上いわゆる合同申請で行う（法89条2項、旧不動産登記法119条ノ8第1項・旧不動産登記法119条ノ2第1項）のであるから、旧不動産登記法下では設定登記とは一括申請はできないとされていた。2005年施行の新不動産登記法下においては一括申請できると読めなくもないが、先例が出ておらず、はっきりしない。書式解説564頁・927頁はできないとしている。本稿では旧不動産登記法と同じく一括して申請できないものとする。当該定めの登記手続きについては民法第398条の14第1項ただし書の定めの登記を参照。
権利消滅の定め（令3条11号ニ）は、「特約　根抵当権者が死亡した時に根抵当権は消滅する」のように記載する。
共有物分割禁止の定め（令3条11号ニ）を根抵当権設定登記において登記できるかどうかは争いがある（登記インターネット66-148頁参照）。
登記申請人（令3条1号）は、根抵当権者を登記権利者、根抵当権設定者（不動産の所有権登記名義人など）を登記義務者として記載する。ただし、「根抵当権者」「設定者」と記載するのが実務の慣行である（書式解説-573頁参照）。法人が申請人となる場合、以下の事項も記載しなければならない。
- 原則として申請人たる法人の代表者の氏名（令3条2号）
- 支配人が申請をするときは支配人の氏名（一発即答14頁）
- 持分会社が申請人となる場合で当該会社の代表者が法人であるときは、当該法人の商号又は名称及びその職務を行うべき者の氏名（2006年（平成18年）3月29日民二755号通達4）。

銀行等が根抵当権者の場合、取扱店を記載すれば、登記することができる（1961年（昭和36年）5月17日民甲1134号通達参照、記録例370参照）。委任による代理人によって申請をする場合、登記原因証明情報に取扱店が記載されていなくても、委任状に記載されていればよい、（登記研究535-177頁）。
銀行等に含まれないものとして、信用保証協会・信用組合（登記研究449-89頁参照）や信用金庫（登記研究492-119頁参照）がある。
なお、根抵当権が準共有である場合でも、持分を記載することはできない（令3条9号かっこ書）。
添付情報（規則34条1項6号、一部）は、登記原因証明情報（法61条・令7条1項5号ロ）、登記義務者の登記識別情報（法22条本文）又は登記済証及び、所有権を目的とする根抵当権設定登記の場合で書面申請のときには登記義務者の印鑑証明書（令16条2項・規則48条1項5号及び47条3号イ(1)、令18条2項・規則49条2項4号及び48条1項5号並びに47条3号イ(1)）である。法人が申請人となる場合は更に代表者資格証明情報も原則として添付しなければならない（令7条1項1号）。
なお、書面申請の場合でも所有権以外の権利を目的とする根抵当権設定のときは印鑑証明書の添付は不要である（令16条2項・規則48条1項5号、令18条2項・規則49条2項4号及び48条1項5号）が、登記義務者が登記識別情報を提供できない場合には添付しなければならない（規則47条3号ハ参照）。
また、根抵当権の目的たる不動産が農地又は採草放牧地（農地法2条1項）である場合でも、農地法3条の許可書（令7条1項5号ハ）を添付する必要はない（登記研究54-32頁、抵当権について）。
登録免許税（規則189条1項前段）は、極度金額の1,000分の4である（登録免許税法別表第1-1(5)）。

## 登記の実行
所有権を目的とする根抵当権設定登記は主登記で実行される（規則3条参照）。所有権以外の権利を目的とする根抵当権設定登記は付記登記で実行される（規則3条4号）。
なお、権利の消滅に関する登記は、設定の登記とは独立した登記として付記登記で実行される（規則3条6号）。

## 共同根抵当権設定登記
stub